# 王治馨
王 治馨（おう ちきょう）は、中華民国の政治家・官僚。清末民初の内務・警察官僚で、北京市長に相当する順天府尹も務めた。字は琴斎。

## 事績
清末の副貢（郷試の補欠合格者）で、義和団の乱鎮圧に参加したことにより、知州に推挙された。まもなく天津に赴き、趙秉鈞の下で巡警制度の確立に参与し、後に奉天や東三省で巡警総弁などを務めている。
中華民国成立後、京師内城巡警総庁庁丞や京師外城警察総監などを務める。1913年（民国2年）7月、北京政府で署理内務次長に就任し、同年9月まで代理内務総長をつとめた。10月には、順天府尹も兼任している。順天府尹は翌1914年（民国3年）3月まで、内務次長は5月までつとめた。しかし6月27日、王治馨は宋教仁暗殺事件に関与したとして袁世凱の命令で逮捕され、10月23日に銃殺刑に処された。享年47（満46歳）。

## 注
1. ↑  近年まで王治馨の生年は不詳とされてきた。しかし、2008年に山東省萊陽市博物館により王の墓碑銘が発見され、それにより、王の生年月日が1868年8月17日（旧暦清同治7年6月29日）であると判明している。「民国初年北京市市長王治馨墓志銘現身莱陽（図）」を参照。
2. ↑  「民国初年北京市市長王治馨墓志銘現身莱陽（図）」による。徐主編（2007）、122頁は1915年としている。
3. ↑  「民国初年北京市市長王治馨墓志銘現身莱陽（図）」。
4. ↑  徐主編（2007）、121-122頁。